# Lecanora insignis
Lecanora insignis är en lavart som beskrevs av Degel. Lecanora insignis ingår i släktet Lecanora och familjen Lecanoraceae.   Inga underarter finns listade i Catalogue of Life.